# 中国人民解放军贵州省军区
中国人民解放军贵州省军区，是中国人民解放军现属中央军委国防动员部的一个省级军区，管辖范围为贵州省。

## 历任司令员
- 陳慶雲（2003年－2005年）

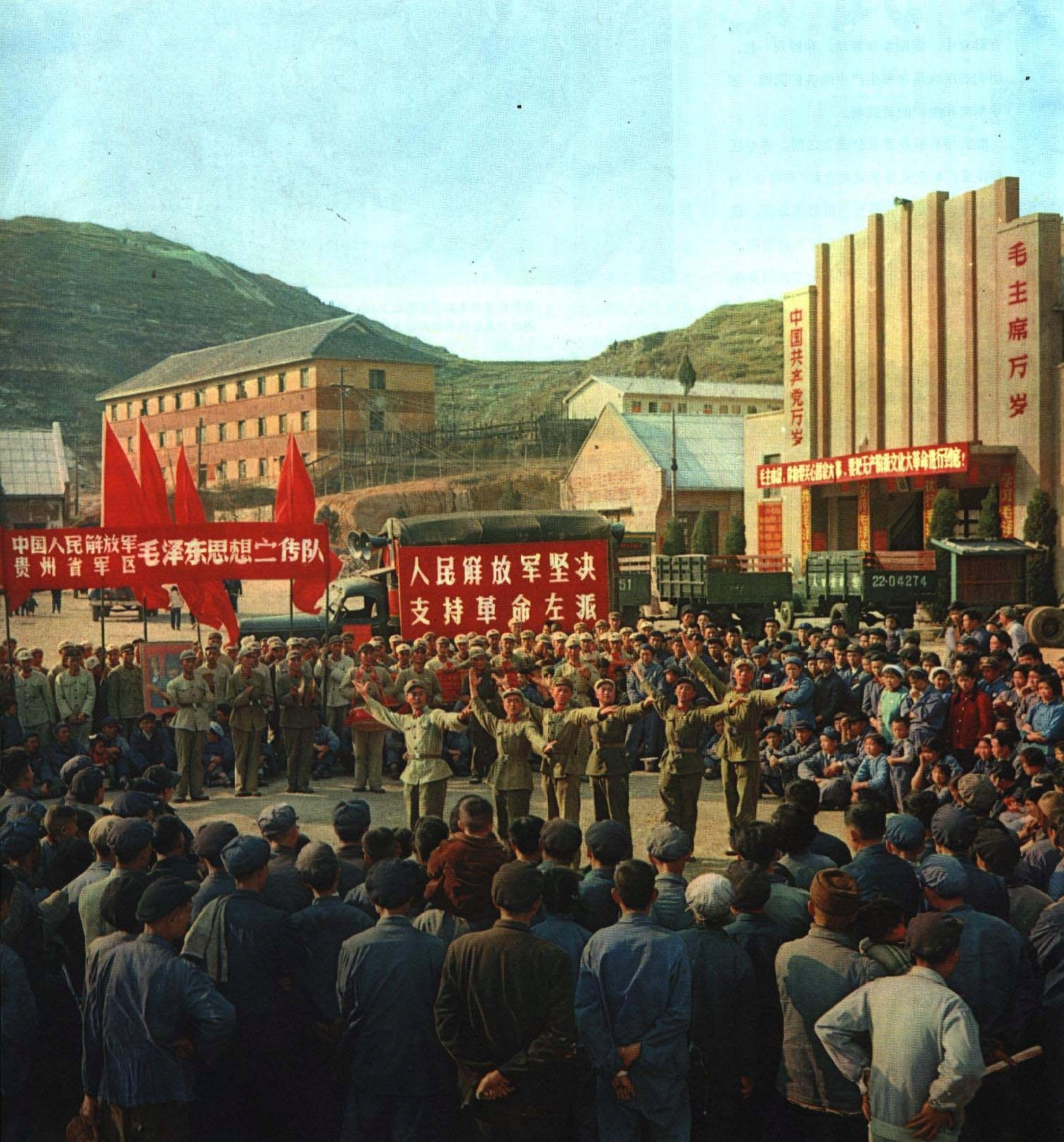
1967年贵州省军区

- 邱型柏 （2005年5月－2007年6月）
- 凌峰（2008年8月－2011年10月）[1]
- 李亚洲（2011年10月－2013年11月）[2]
- 王盛槐（2013年11月－2017年4月）[3]
- 王艳勇（2017年4月－）[4]
- 王雷

## 历任副司令员
- 刘永康
- 莫春和
- 张量
- 廖錫俊
- 王光輝
- 马秉臣

## 历任政治委员
- 康虎振
- 石晓（2008年12月－2014年3月）[5]
- 谢武忠（2014年3月－）[6]
- 池必卿
- 蓝亦农
- 王贵德
- 李再含
- 蒋崇安
- 谢武忠
- 李辉（2018年1月－）[7]
- 吳賀憲